# Triturus karelinii
El tritón crestado del sur (Triturus karelinii) es un tritón europeo terrestre. Es similar al tritón crestado del norte, excepto que es más grande y más robusto.
En 2013, el tritón crestado de los Balcanes-Anatolia Triturus ivanbureschi se separó del tritón con cresta del sur, y en 2016 el tritón crestado de Anatolia Triturus anatolicus se separó de T. ivanbureschi, en adelante solo el tritón crestado de los Balcanes.

## Características físicas
Los tritones crestados del sur son de color marrón a gris dorsalmente, con manchas oscuras diseminadas. Sus vientres y gargantas son de color naranja, con pequeños puntos negros. Crecen hasta 7.1 pulgadas (18 cm). Los machos tienen una gran cresta dentada desde detrás del cuello hasta la cola.

## Distribución
Los tritones crestados del sur se encuentran en Crimea, y en el Cáucaso y al sur del mar Caspio, mientras que las poblaciones en la península sureste de los Balcanes y el oeste de Anatolia pertenecen al tritón crestado de los Balcanes, mientras que las del norte de Anatolia pertenecen al tritón crestado de Anatolia.

## Hábitat
El tritón crestado del sur vive en una variedad de hábitats de montaña, incluyendo bosques de hoja ancha y coníferas, laderas y mesetas.

## Ciclo vital
La madurez sexual se alcanza a los tres o cuatro años. Durante la temporada de reproducción, se encuentran en la mayoría de las fuentes de agua, como pantanos, lagos, estanques estancados, zanjas, piscinas temporales y arroyos. Los machos suelen vivir hasta los ocho años y las hembras hasta los once años.